# Howard Franklin
Howard Franklin ist ein US-amerikanischer Drehbuchautor, der sich auch vereinzelt als  Filmregisseur versuchte. Fast alle seiner Filme sind Komödien.
Über seine Biographie ist so gut wie nichts bekannt. Mitte der 1980er Jahre wird sein Name erstmals bei Blockbustern wie Auf der Jagd nach dem grünen Diamanten und Der Name der Rose als Co-Autor aufgeführt.
1990 versuchte er sich erstmals als Regisseur in einer Neuverfilmung des französischen Comedy-Streifens Der Boß von 1985. Unter dem Namen Ein verrückt genialer Coup (Originaltitel: Quick Change) konnte er Bill Murray für die Hauptrolle gewinnen. Der Reporter war 1992 dagegen ein Neo-Noir-Kriminalfilm mit Joe Pesci. In seiner dritten Regiearbeit Die dicke Vera (Originaltitel: Larger Than Life) war abermals Murray mit von der Partie.

## Filmographie als Regisseur
- 1990: Ein verrückt genialer Coup (Quick Change)
- 1992: Der Reporter (The Public Eye)
- 1996: Die dicke Vera (Larger Than Life)

## Filmographie als Drehbuchautor
- 1984: Auf der Jagd nach dem grünen Diamanten (Romancing the Stone), Regie: Robert Zemeckis,
- 1986: Der Name der Rose, Regie: Jean-Jacques Annaud
- 1987: Der Mann im Hintergrund (Someone to Watch Over Me), Regie: Ridley Scott
- 1997: Agent Null Null Nix (The Man Who Knew Too Little), Regie: Jon Amiel
- 2001: Startup (Antitrust), Regie: Peter Howitt
- 2011: Ein Jahr vogelfrei! (The Big Year), Regie: David Frankel